# Seppe van Groeningen
Seppe van Groeningen (Gent, 1972) is een Vlaamse schrijver en geluidsman.  

## Biografie
Seppe van Groeningen startte zijn carrière als geluidstechnicus en werkte wereldwijd mee aan een honderdtal films en televisiefilms. Tussendoor schreef hij zijn debuutroman Aards Paradijs. Hiervoor putte hij inspiratie uit zijn eigen jeugd. Aards Paradijs, dat het opgroeien in een commune tijdens de flowerpower beschrijft, verscheen in 2014 bij de Arbeiderspers.
In april 2018 kwam Beschreven blad uit, zijn tweede roman. Een voorpublicatie verscheen eerder al in Het Nieuwsblad Magazine (2015). Beschreven blad verhaalt over het schemergebied tussen egoïsme en zelfrespect maar is vooral een zoektocht naar de ware liefde.
Seppe van Groeningen is tevens hoofdredacteur van Cinevox.

## Privé
Seppe van Groeningen is de oudere broer van regisseur Felix van Groeningen en is getrouwd met columniste, cartooniste en auteur Fleur van Groningen, met wie hij ook een zoon heeft, Rex.

## Werken
- Aards Paradijs (2014, debuut, Arbeiderspers);
- Beschreven Blad (2018, Arbeiderspers).